# 黑度
黑度（Nigredo）又名黑化，在煉金术上意味着腐败作用或者分解作用。煉金术士认为煉成賢者之石的第一步是所有煉金术的成分必须清洗和加热成为一种相同的黑色物质。
在分析心理学上，这个短语成为“当个体面临阴影时的灵魂的黑夜”的一个隐喻。

## 卡尔·荣格的見解
已故瑞士心理學家卡尔·荣格認為：“炼金术的重新发现成为我心理学先锋工作的一个重要部分。”
卡尔·荣格亦鑽研炼金术，他和他的追随者将炼金术士的“黑化工作”和往往非常关键的自我经历过的参与过程相比较，直到他接受了自我创造带来的新平衡。
荣格精神分析法的信奉者从两个主要的心理学意义上来解释黑化：
- 在第一個方面上，它代表了主体的一致无意识的初始状态：“第一种黑化，即「天然的珠蚌」，是一种仅从外界可见的客观状态……是一种自己与物体之间，意识与潜意识之间无差别的潜意识状态。”在这里，主体“过于有意识”……事实上并未意识到潜意识，也就是与本能的联系。

- 在第二个方面上，“另一方面，个性化过程的黑化是指，由主体的痛苦而进一步意识到自己的阴暗面时，所主观地经历的过程。”这个被描叙为绝望的最深渊，是个人发展的一个前提条件。随着个性化的展现，“与阴暗的对抗首先产生一个死平衡，即一个阻碍道德决定和使信仰无力甚至不存在的停顿……黑化、阴暗、混沌、忧郁症。这是最黑暗的时刻，一个绝望、幻灭、嫉妒的攻击的时刻；一个厄洛斯与超我势不两立，而且无法向前的时刻……黑化，即黑暗。”随后而来的是一种对称：「黑化」给白化（英语：Albedo (alchemy)）提供了可能……深入無意識的下降突然變得從上面照亮。

练成的后面几步包括如白化、黄化和红化。荣格也发现许多其他炼金术概念的心理学上的等同物：分析工作的特点等同于作品；分析关系的参照等同于血管或容器；分析过程的目标等同于化合或者冲突的对立面的结合。